# Corrado Maggioni
Corrado Maggioni (Brembate, Itália, 1956) é um religioso da Congregação de Montfortains, presidente do  Pontifício Comitê para os Congressos Eucarísticos Internacionais desde setembro de 2021.

## Vida
Corrado Maggioni ingressou em 1976 na Congregação de Montfortains e recebeu em 20 de março de 1982, o sacramento da Ordem. Esteve no Pontifício Ateneu Santo Anselmo de Roma no doutorado em estudos litúrgicos especializados.
Em 1990, Corrado Maggioni tornou-se membro da Congregação para o Culto Divino e Disciplina dos Sacramentos e , em 21 de maio de 2007, era o gerente do escritório. Além disso, foi chefe da Liturgia do Comitê Central para o Jubileu docente de 2000. Também foi professor da Pontifícia Faculdade Teológica Marianum e do Pontifício Ateneu de Santo Anselmo. Em 26 de setembro de 2013, o Papa Francis também nomeou Consultor do Escritório de Celebrações Litúrgicas do Papa. Em 5 de novembro de 2014, o Papa Francisco o nomeou subsecretário da Congregação para o Culto Divino e a Ordem dos Sacramentos.
Em 13 de setembro de 2021, o Papa Francisco o nomeou Pontifício Comitê para os Congressos Eucarísticos Internacionais.
Corrado Maggioni é membro da Academia Pontifícia Internacional Mariana.